# 温莱特号驱逐舰 (DD-419)
温莱特号驱逐舰（英語：USS Wainwright，舷号：DD-419），是美国海军于第二次世界大战前建造的一艘辛姆斯级驱逐舰。舰名取自乔纳森·梅休·温莱特上尉及其家族成员：乔纳森·温莱特三世船长、理查德·温莱特中校及其子理查德·温莱特海军少将。二战中，温莱特号主要服役于大西洋与地中海地区，欧洲战事结束后，她也短暂于太平洋参与对日作战。
温莱特号由亨利·麦格思（Henry Meiggs）女士冠名，于1938年6月7日在诺福克海军造船厂铺设龙骨，并于1939年6月1日顺利下水。1940年4月15日，温莱特号正式服役，交由托马斯·劳伦斯·李维斯（Thomas Lawrence Lewis）少校指挥。

## 设计与装备
西姆斯级驱逐舰的主体构造与班汉级驱逐舰类似，但在其基础上改进了舰体流线结构和武器布局，使其在2具西屋电气蒸汽涡轮机的推进下最高能够达到37节航速。该级驱逐舰早期搭载有5座单装5英寸38倍径主炮、2座四联装21英寸鱼雷发射管和4座.50机枪，但其中一座主炮随后因稳心过高问题而被拆除，随着战事进展，西姆斯级的防空火力和反潜装备也得到过加强。此外，该级驱逐舰还搭载有多种当时较为先进的技术，使其在续航、火炮准度等方面相较于过往船型有了一定程度的提高。

## 服役历史

### 第二次世界大战
在结束试航与整备工作后，温莱特号正式加入大西洋舰队，执行中立巡航任务。11月10日，她与数艘美国驱逐舰在新斯科舍省哈利法克斯加入WS-12X船队，护送运输舰上的英国与英联邦国家士兵途经好望角前往近东的巴士拉。舰队首先前往英属西印度群岛的特立尼达补充燃料，随后即开始漫长的南大西洋航程前往开普敦。船队预定于目的地解散，此后英国海军部将继续指挥运输舰队，美国驱逐舰则会踏上归途。
1941年12月9日，舰队顺利抵达开普敦，此时珍珠港事件已经爆发两天，而德国与意大利也已准备向美国正式宣战。世界局势的变化促使英国所属各舰改变行程，部分经由苏伊士运河重新加入部署在地中海的舰队，而其余的部分则前往支援东南亚，协助防御日军的攻势。负责护航的美国驱逐舰则以参战状态按计划返航。

#### 1942年
温莱特号在顺利返回东海岸后继续执行巡逻任务，并作为第8驱逐舰中队旗舰履行包括保护美国海岸线、攻击纳粹德国潜艇部队等在内的职责。1942年3月中旬，温莱特号加入由胡蜂号航空母舰、北卡罗来纳号战列舰、华盛顿号战列舰、多艘巡洋舰以及其他7艘驱逐舰所组成的英國本土艦隊美国特遣队奔赴欧战前线。3月25日，她与第8驱逐舰中队的其他舰只一起护送主力战舰离开缅因州卡斯柯湾，前往不列颠群岛。4月3日，特遣舰队顺利抵达奥克尼群岛的斯卡帕湾，她们的到来使得英国皇家海军能够前往支援馬達加斯加戰役。
相关行动一直持续到1942年秋季，此后温莱特号又参与了多次往返于冰岛、奥克尼与苏联北部港口之间的运输护航任务，其间其所在船队多次受到纳粹德国空军与海军的袭击。7月1日，温莱特号与罗文号驱逐舰一起加入围绕伦敦号、塔斯卡卢萨号、威奇塔号、诺福克号四艘重巡洋舰所组建的PQ-17船团第一巡洋舰队，并于同日由冰岛西斯迪克湾（Seydisfjord）启程前往阿尔汉格尔斯克。
7月2日与3日，PQ-17船团即遭到来自德国空军与潜艇的攻击，但直到4日在奥尔蒂斯代尔完成加油后，温莱特号才开始直接参与到对船团的护航工作之中。在前往会合的途中，她所在的护航舰队两度遭遇魚雷轟炸機攻击。第一波袭击由六架飞机组成，但在盟军舰艇防空炮火的驱逐下只能完成远距离投雷，未能取得任何战果。第二轮袭击来自一架单独的鱼雷轰炸机，温莱特号通过机动轻易躲过了其发动的俯冲轰炸，最近的航空炸弹落点也距舰只至少150碼（140）。
舰队在袭击结束后获得了两个小时的休整时间，在此期间温莱特号完成了油料补给等远航准备工作。18时20分，25架He 111轰炸机出现在舰队以南海平面上空，护航舰队立即转向左舷方向，保护船团免受攻击。轰炸机群随后分为两队，均由温莱特号右舷方向展开攻势。温莱特号在机群进入其防空区域后立即开火，并在之后持续倾泻火力。稍后，她又对另一群战机发动攻击。盟军的防空作战卓有成效，仅一架轰炸机成功突破防空网进入精准攻击范围，其余的均在距驱逐舰队1,000碼（910）至1,500碼（1,400）处即投下鱼雷，这也使得这些鱼雷需要经过4,000碼（3,700）的航程才能威胁船团。尽管如此，威廉·霍珀号和阿塞拜疆人号仍被鱼雷命中。此次作战行动中，温莱特号的防空炮手共击落3至4架敌机。
温莱特号和部分护航驱逐舰在袭击发生后不久的7时许离开PQ-17船团，并重新加入自己所属的特遣舰队，出发寻找一支围绕提尔皮茨号战列舰所组建的德国舰队。失去护航舰队保护的PQ-17船团此后继续运输补给前往苏联，但因缺乏掩护而损失惨重。7月25日，最后一批幸存船只抵达阿尔汉格尔斯克，事后统计，最终成功抵达目的地的不到总船只数的三分之一。
10月24日，温莱特号与其他3艘驱逐舰在缅因州卡斯柯湾组成护航编队，为进攻法屬摩洛哥期间围绕马塞诸塞号战列舰所组建的第34.1特混舰队提供掩护。26日，舰队与来自汉普顿锚地的其他成员会合，共同构成第34特遣舰队。11月7日至8日晚间，舰队抵达摩洛哥沿岸，并为第二天拂晓时分展开的大规模登陆行动做准备。温莱特号所属掩护舰队在进攻期间担负两项任务，即在法国驻达喀尔重型地面部队展开反击时保护己方运输舰，以及消灭卡萨布兰卡前来支援的机动部队。
11月8日清晨七时许，温莱特号所属护航舰队加入卡塞布兰卡海战，她们先后使用防空炮火驱逐两架维希法国战机。当天上午晚些时候，卡萨布兰卡港口内的法国军舰先后驶出，对盟军登陆地穆罕默迪耶发动反攻。第34.1特混舰队迅速做出反应，并在之后的战斗中粉碎了这次突袭，行动中，维希法国所属4艘驱逐舰与8艘潜艇战沉，负责指挥的1艘轻巡洋舰与2艘驱逐舰遭到重创。海战期间，温莱特号也对岸上炮台展开了数轮炮击。
此后的3天时间里，舰队往返于摩洛哥海岸各战略要地提供火力支援。11月10日夜，盟军攻入卡萨布兰卡，第二天早晨驻守法军投降。11月12日，在驱逐舰的掩护下，舰队踏上归途，并于21日顺利抵达纽约，此后温莱特号即开始为期两周的修理。

#### 1943年
在完成简短的训练后，温莱特号继续执行其为大西洋船团护航的任务。此后的6个月中，她都往返于美国与北非护送运输舰与商船。期间，她于2月22日参加了在布魯克林造船廠举行的爱荷华号战列舰服役典礼，并在完成一次远航逗留卡萨布兰卡期间接待了包括摩洛哥苏丹穆罕默德五世在内的摩洛哥政府代表团。此后，她又在UGS-6船团遭遇U型潜艇攻击并损失5艘船只时及时前往救援，并护送其结束航程。其余时间，她都与护航舰队的其他驱逐舰一起训练，并短暂停留美国各个港口进行休整与维修。
1943年6月，温莱特号被派往北非，并在之后的一个月时间里往返于地中海沿岸各港口护送盟军船只。7月，温莱特号加入第80.2特混舰队参加西西里島戰役。舰队于7月9日至10日夜间抵达西西里岛附近海域，并为第二天清晨进行的登陆行动提供火力支援。战役期间，温莱特号所属护航分队主要进行反潜防空作业，仅遭遇少许袭击。7月26日，舰队在巴勒莫海域巡航时受到一队Ju 88轟炸機攻击，两枚近失弹造成梅兰号驱逐舰主动力室进水，温莱特号随后护送该舰返回港口修理。此后，她又参加了由乔治·S·巴顿上将提出的两栖攻击计划“蛙跳行动”，为盟军在西西里岛北部至墨西拿海峡之间的扫荡行动做出了贡献。她在西西里战役期间也承担了部分扫雷与对舰作战任务。
8月中旬，温莱特号返回阿尔及利亚的凯比尔湾，并在当地休整直至9月上旬。9月5日，她重新加入护航舰队，主要负责维护北非至西西里岛航线的空域安全。此时，盟军地面部队已经攻入意大利本土，为支援美国第五兵团对那不勒斯的攻势，温莱特号于10月前往该城外海展开炮击。此后的一段时间，温莱特号继续执行护航任务，期间没有遭遇敌军。12月13日，她与班森号、尼布莱克号、卡尔普号三艘驱逐舰组成猎潜分队，前往阿尔及尔附近海域巡逻。她们随后在阿尔及尔以北约10海里（16千米）处发现德军潜艇U-593号，温莱特号与卡尔普号随即先后使用深水炸弹展开攻势，并成功迫使潜艇紧急上浮。温莱特号炮手又对漂浮的潜艇发动了一轮炮击，2分钟后，德军艇员弃船，并向盟军各舰投降。美军随后救起了幸存者，但没能俘获这艘U型潜艇。舰队随后启程前往阿尔及尔，并在那里将德军战俘转交英国当局。此后，温莱特号继续在北非执行护航与巡逻任务。

#### 1944年
1944年初，温莱特号为从安齐奥和內圖諾滩头阵地突围的盟军地面部队提供火力支援，并在意大利本土沿岸海域活动直至被调回美国本土。2月初，她护送安丽尔号和尼布莱克号补给船启程经蓬塔德爾加達与亚速尔群岛踏上归途。2月12日，三舰顺利抵达纽约。随后，温莱特号进入海军造船厂进行为期三周的大修。3月6日，全舰整备完成，回归作战序列。此后13个月，温莱特号一直在美国东海岸各港口间执行护航任务。

#### 1945年
1945年4月27日，温莱特号结束东海岸护航任务，经由巴拿马运河进入太平洋。随后，她在加利福尼亚州圣迭戈稍作休整，并很快启程前往珍珠港参加训练。一切准备就绪，温莱特号踏上前往西太平洋的征程。她于6月13日抵达烏利西環礁，并在此后的两个月于附近各岛屿间巡逻。期间，她曾到访硫磺岛、冲绳、塞班岛、关岛、埃內韋塔克環礁等地。8月12日，温莱特号加入第49特遣舰队，启程前往阿留申群島，期间，日本投降。8月16日，舰队抵达阿拉斯加州的埃达克。8月31日，温莱特号加入第92特遣舰队返航日本本州，并于9月12日抵达陆奥。此后，她开始为期六周的巡航任务，以支援美军在日本本土的占领工作。10月30日，任务结束，温莱特号启程返回美国。

### 战后
温莱特号经中途岛与珍珠港补给后于12月16日抵达圣迭戈。此后她一直处于封存状态直至1946年春作为靶舰加入十字路口行动。ABLE核爆试验中，她距离起爆中心约2,100碼（1,900），因距离较远，未造成致命破坏。1948年7月，海军将其拖出比基尼环礁并于同月5日由第172驱逐舰分队击沉。1948年7月13日，温莱特号驱逐舰从美国海军除籍。

## 荣誉
温莱特号驱逐舰在第二次世界大战期间共获得7颗战斗之星：
| 战役或行动            | 日期（包含期间各任务段） |
| --------------------- | ------------------------ |
| ON-67舰队护航反潜任务 | 1942年7月3日至5日        |
| 攻占北非              | 1942年11月8日至11日      |
| USG-6舰队护航反潜任务 | 1943年3月12日至18日      |
| 西西里岛战役          | 1943年7月9日至8月17日    |
| 萨莱诺登陆战          | 1943年9月9日至21日       |
| 护航反潜任务          | 1943年12月13日           |
| 意大利西岸沿海作战    | 1944年1月27日至29日      |

## 历任舰长
| 姓名       | 译名                 | 军衔 | 任职时间                    |
| ---------- | -------------------- | ---- | --------------------------- |
|            | 托马斯·劳伦斯·路易斯 | 少校 | 1940年4月15日               |
|            | 罗伯特·亨利·吉布斯   | 少校 | 1942年3月26日               |
|            | 瓦尔特·威廉·施特罗本 | 中校 | 1943年10月4日               |
|            | 利·威廉·塞奇威克     | 少校 | 1945年4月15日-1946年8月29日 |
| 参考文献： |                      |      |                             |